# Lega dipartimentale di Cusco
La lega dipartimentale di Cusco è una delle 25 leghe dipartimentali della Copa Perú, che costituiscono la quinta divisione del campionato peruviano di calcio. È organizzata dalla FPF, la federazione calcistica peruviana.

## Storia
La Lega Departamentale di Cusco è stata fondata il 18 febbraio 1974.

## Albo d'oro
| Anno | Campione              | Città       |
| ---- | --------------------- | ----------- |
| 1966 | Cienciano             | Cusco       |
| 1967 | Cienciano             | Cusco       |
| 1968 | Dep. Garcilaso        | Cusco       |
| 1969 | Dep. Garcilaso        | Cusco       |
| 1970 | Cienciano             | Cusco       |
| 1971 | Cienciano             | Cusco       |
| 1972 | Cienciano             | Cusco       |
| 1973 | Dep. Salesiano        | Cusco       |
| 1974 | Dep. Garcilaso        | Cusco       |
| 1975 | Dep. Garcilaso        | Cusco       |
| 1976 | Manco II              | Quillabamba |
| 1977 | Universitario         | Cusco       |
| 1978 | Universitario         | Cusco       |
| 1979 | Dep. Garcilaso        | Cusco       |
| 1980 | Dep. Garcilaso        | Cusco       |
| 1981 | Dep. Garcilaso        | Cusco       |
| 1982 | Cienciano             | Cusco       |
| 1983 | Cienciano             | Cusco       |
| 1984 | Dep. Garcilaso        | Cusco       |
| 1985 | Dep. Tawantinsuyo     | Cusco       |
| 1986 | Dep. Tintaya          | Yauri       |
| 1987 | Dep. Tintaya          | Yauri       |
| 1988 | Estudiantes Garcilaso | Wanchaq     |
| 1989 | Estudiantes Garcilaso | Wanchaq     |
| 1990 | Estudiantes Garcilaso | Wanchaq     |
| 1991 | N/A                   |             |
| 1992 | Dep. Garcilaso        | Cusco       |
| 1993 | Dep. Municipal        | Quillabamba |
| 1994 | Dep. Antenor Escudero | Tinta       |

| Anno | Campione                      | Città       |
| ---- | ----------------------------- | ----------- |
| 1995 | Dep. Ingeniería Civil         | Cusco       |
| 1996 | Dep. Garcilaso                | Cusco       |
| 1997 | Juventud Progreso             | Cusco       |
| 1998 | Dep. Garcilaso                | Cusco       |
| 1999 | Tintaya Marquiri              | Yauri       |
| 2000 | Dep. Garcilaso                | Cusco       |
| 2001 | Dep. Garcilaso                | Cusco       |
| 2002 | Senati FBC                    | Cusco       |
| 2003 | Dep. Garcilaso                | Cusco       |
| 2004 | Estudiantes Agropecuario      | Calca       |
| 2005 | Dep. Garcilaso                | Cusco       |
| 2006 | Dep. Municipal                | Echarati    |
| 2007 | Dep. Garcilaso                | Cusco       |
| 2008 | Dep. Garcilaso                | Cusco       |
| 2009 | Humberto Luna                 | Calca       |
| 2010 | Real Garcilaso (*)            | Cusco       |
| 2011 | Virgen del Carmen             | Anta        |
| 2012 | Manco II                      | Quillabamba |
| 2013 | Defensor Yawarmayu            | Santo Tomás |
| 2014 | Unión Alto Huarca             | Yauri       |
| 2015 | Alfredo Salinas               | Yauri       |
| 2016 | Dep. Garcilaso                | Cusco       |
| 2017 | Dep. Garcilaso                | Cusco       |
| 2018 | Dep. Garcilaso                | Cusco       |
| 2019 | Dep. Garcilaso                | Cusco       |
| 2022 | Dep. Garcilaso                | Cusco       |
| 2023 | Atl. Juventud Inclán (A.J.I.) | Calca       |
| 2024 |                               |             |

(*) Real Garcilaso cambia de nombre a Cusco FC

### Titoli per club
| Squadra                               | Titoli |
| ------------------------------------- | ------ |
| Dep. Garcilaso                        | 22     |
| Cienciano                             | 6      |
| Estudiantes Garcilaso (Wánchaq)       | 3      |
| Manco II (Quillabamba)                | 2      |
| Universitario                         | 2      |
| Dep. Tintaya (Yauri)                  | 2      |
| Dep. Salesiano                        | 1      |
| Dep. Tawantinsuyo                     | 1      |
| Dep. Municipal (Quillabamba)          | 1      |
| Dep. Antenor Escudero (Tinta)         | 1      |
| Dep. Ingeniería Civil                 | 1      |
| Juventud Progreso                     | 1      |
| Tintaya Marquiri                      | 1      |
| Senati FBC                            | 1      |
| Estudiantes Agropecuario (Calca)      | 1      |
| Humberto Luna (Calca)                 | 1      |
| Cusco FC (*)                          | 1      |
| Virgen del Carmen (Anta)              | 1      |
| Defensor Yawarmayu (Santo Tomás)      | 1      |
| Unión Alto Huarca (Yauri)             | 1      |
| Alfredo Salinas (Yauri)               | 1      |
| Atl. Juventud Inclán (A.J.I.) (Calca) | 1      |